# Aleksandr Povarnitsyn
Aleksandr Povarnitsyn, född 12 april 1994, är en rysk skidskytt som debuterade i världscupen i februari 2016. Han ingick i det ryska laget i stafett som kom trea värdscuptävlingen i stafett den 8 februari 2019 i Canmore i Kanada.
Povarnitsyn vann guld i sprint vid Juniorvärldsmästerskapen i skidskytte 2014.